# Odörtssläktet
Odörtssläktet (Conium) är ett släkte inom familjen flockblommiga växter, som bland annat innefattar odört.

## Arter
Släktet omfattar sex arter:
- Conium chaerophylloides (Thunb.) Eckl. & Zeyh.
- Conium divaricatum Boiss. & Orph.
- Conium fontanum Hilliard & B.L.Burtt
- Conium hilliburttorum Magee & V.R.Clark
- Conium maculatum L.
- Conium sphaerocarpum Hilliard & B.L.Burtt